# Beschorneria
Beschorneria es un género de plantas suculentass perteneciente a la familia Asparagaceae, subfamilia Agavoideae, nativo a las zonas semiáridas de México.

## Descripción
Por lo general son grandes plantas perennes que forman matas de hojas de color verde grisáceo, con altos picos de flores que alcanzan los 1,5 metros de altura. Marginalmente duras, pueden requerir protección en el invierno en zonas sujetas a heladas.

## Taxonomía
El género fue descrito por Carl Sigismund Kunth y publicado en Enumeratio Plantarum Omnium Hucusque Cognitarum 5: 844. 1850.

## Especies
- Beschorneria albiflora Matuda
- Beschorneria bracteata Jacobi
- Beschorneria calcicola A.García-Mendoza
- Beschorneria dekosteriana K.Koch
- Beschorneria hidalgorupicola Matuda
- Beschorneria pubescens A.Berger
- Beschorneria rigida Rose
- Beschorneria septentrionalis A.García Mendoza
- Beschorneria tonelii Jacobi ex Hook.f.
- Beschorneria tubiflora Kunth
- Beschorneria wrightii Hook.f
- Beschorneria yuccoides K.Koch